# George H. Gay Jr.
George H. Gay Jr. (8 de março de 1917 — 21 de outubro de 1994) foi um piloto da marinha norte-americana durante a Segunda Guerra Mundial. 
Dos 30 tripulantes VT-8 do Hornet que participaram da decisiva Batalha de Midway, o Alferes Gay foi o único sobrevivente.